# Walter Prüschenk von Lindenhofen
Walter Prüschenk von Lindenhofen (* 21. November 1857 in Lagow; † 20. November 1916 in Hamburg) war Jurist und Mitglied des Deutschen Reichstags.

## Leben
Prüschenk von Lindenhofen besuchte Gymnasien in Dresden, Schneidemühl und Schleswig. 1878 erhielt er sein Abgangszeugnis von der Domschule in Schleswig. Von 1878 bis 1882 studierte er Rechts- und Staatswissenschaften in Berlin und 1880/81 genügte er der Militärpflicht bei dem Kaiser Alexander Garde-Grenadier-Regiment Nr. 1. 1882 wurde er Referendar, dann Assessor, 1888 Rechtsanwalt und 1889 Notar in Liebenwerda. Weiter war er Vorsitzender der Kreis-Kriegerverbandes Liebenwerda, Mitglied des Kreissynodalvorstandes und der Provinzialsynode sowie Vorsitzender der allgemeinen patriotischen Vereins für den Kreis Liebenwerda.
Von 1903 bis 1907 war er Mitglied des Deutschen Reichstags für den Wahlkreis Regierungsbezirk Merseburg 1 Liebenwerda, Torgau und die Deutsche Reichspartei.